# William Lawrence Bragg
Sir William Lawrence Bragg (n. 31 martie 1890, Adelaide, Regatul Unit al Marii Britanii și Irlandei – d. 1 iulie 1971, Ipswich, Anglia, Regatul Unit) a fost un fizician australian care a câștigat Premiul Nobel pentru Fizică împreună cu tatăl său Sir William Henry Bragg în 1915. Bragg este cel mai bine cunoscut pentru rezultatele sale în domeniul difracției razelor X pe cristale, în urma cercetărilor începute la Universitatea din Cambridge în 1912. Legea pe care a descoperit-o, și care va purta numele său, a făcut posibil calculul poziției relative a atomilor în cadrul unui cristal prin analiza modului în care acesta difractă fasciculele de raze X (și mai târziu fasciculele de neutroni sau electroni). În urma discuțiilor cu tatăl său, acesta a construit la Universitatea din Leeds (Anglia) primul spectrometru cu raze X.

## Motivația juriului Nobel
"Pentru serviciul lor în analiza structurii cristalelor cu ajutorul razelor X."

## Viața
Lawrence era cel mai mare dintre copii lui William  și Gwendoline Bragg. Prima întâlnire cu razele X a fost în copilărie, când a căzut de pe tricicletă și și-a rupt un braț. Tatăl său, care tocmai studiase razele Röntgen, le-a folosit pentru a examina brațul fiului său, aceasta fiind prima folosire medicală a razelor X în Australia. Încă de mic i-a plăcut să descopere. Era o fire retrasă și introvertită, preferând să se plimbe singur. Făcuse o pasiune din culesul scoicilor și chiar a descoperit o nouă specie de sepie, numită Sepia Braggii, după numele său de familie. La școală evita jocurile, preferând să învețe. La numai 15 ani a intrat la Universitatea din Adelaide, unde tatăl său era profesor.
Lawrence Bragg a absolvit facultatea cu diplomă onorifică, în matematică, în anul 1908, după care  a studiat fizica și matematica la Universitatea din Cambridge. După ce a absolvit și cursurile Universității din Cambridge, împreună cu tatăl său a continuat studiile în domeniul structurilor chimice. În vara anul 1912 Lawrence a făcut prima sa descoperire în domeniul razelor X, ca urmare a diverselor discuții cu tatăl său despre razele X și cristale, dezbătând și problema pusă de mulți savanți ale acelor vremuri: razele X erau unde sau particule? A urmat tiparul razelor X construit de van Laue, care a condus la rezolvarea misterului. Lawrence a descoperit că razele X erau explicate în parte ca unde, dar și ca particule, și a dezvoltat Legea Bragg.
Colaborarea tată și fiu în studiul structurii cristalelor folosind razele X a dus la publicarea unei lucrări comune despre aceste cercetări în 1915. Împreună au descoperit că multe substanțe cristalizate, ca sarea, nu se compun din molecule ci din ioni (în cazul sării ioni de sodiu și ioni de clor) aranjați într-o structură spațială periodică. Această descoperire a revoluționat chimia teoretică. Împreună au creat o nouă știință, cea a cristalografiei cu raze X și au fost recompensați cu Premiul Nobel pentru fizică  în anul 1915. Lawrence fost cel care a formulat varianta finală a legii lui Bragg pentru calculul unghiului de difracție a radiațiilor X când trec printr-un cristal.
În perioada 1919 - 1937 este profesor de fizică la "Universitatea Victoria" din Manchester. Lawrence Bragg s-a axat foarte mult în cercetările sale pe metale, aliaje și silicați, ajutând la transformarea misterelor din chimie referitoare la structuri în sisteme arhitecturale simple și elegante. Fiind un bun organizator, a pus bazele Uniunii Internaționale de Cristalografie.
A fost căsătorit cu Alice Grace Hopkinson, cu care a avut patru copii. Primul său fiu, Stephen Lawrence, a fost a treia generație Bragg care a studiat matematica la Cambridge.
A fost numit cavaler în anul 1941 și a primit medaliile Hughes, Royal și Copley din partea Societății Regale din Londra. Sir Lawrence Bragg a devenit Însoțitor de onoare al Reginei Marii Britanii în 1967.